# Carea obliquifascia
Carea obliquifascia är en fjärilsart som beskrevs av Louis Beethoven Prout 1928. Carea obliquifascia ingår i släktet Carea och familjen trågspinnare. Inga underarter finns listade i Catalogue of Life.